# 貝爾萊克鎮區 (密歇根州馬尼斯蒂縣)
貝爾萊克鎮區（英語：Bear Lake Township）是位於美國密歇根州馬尼斯蒂縣的一個行政鎮區。

## 地方資料
貝爾萊克鎮區的面積為93.20平方千米，當中陸地面積為89.80平方千米，而水域面積為3.40平方千米。根據2020年美國人口普查的數據，當地共有人口1831人，而人口密度為每平方千米19.65人。